# يوجين هان
يوجين هان (بالإنجليزية: Eugene Hahn)‏ هو سياسي أمريكي، ولد في 21 يوليو 1929 في ميلواكي في الولايات المتحدة. حزبياً، نشط في الحزب الجمهوري. وقد انتخب عضو جمعية ولاية ويسكونسن.